# Blanket protest
La Blanket protest (en català, Protesta de les mantes) és un moviment dels presoners paramilitars republicans de la Presó del Maze en la segona meitat dels anys 1970, durant el conflicte nord-irlandès.
El 1976, el govern britànic posa fi al Special Category Status, distingint els condemnats per terrorisme (és a dir els membres d'organitzacions paramilitars) dels presoners de dret comú. El 15 de setembre de 1976, Kieran Nugent, de l'IRA Provisional, és empresonat a la presó del Maze. En considerar-se com un pres polític, es nega a portar l'uniforme dels presoners i decideix no vestir-se més que amb una manta. És seguit per alguns altres presoners en 1976. i el 1978, són prop de 300 els presos que es neguen a dur l'uniforme dels presoners, a l'hora que sorgeix un moviment popular de suport. De cara a provocar un gir mediàtic a la protesta, els presoners radicalitzen la seva acció i el març de 1978 comença la Dirty protest.